# Englerina woodfordioides
Englerina woodfordioides là một loài thực vật có hoa trong họ Loranthaceae. Loài này được (Schweinf.) Balle mô tả khoa học đầu tiên năm 1958.